# Lagwagon
Lagwagon – amerykański zespół punkrockowy pochodzący z miasta Santa Barbara w Kalifornii.
Nazwa zespołu wzięła się od nazwy vana, którego używali do tournée. Zdjęcie pojazdu można zobaczyć na okładce albumu Trashed. Nagrali oni 9 albumów pod szyldem Fat Wreck Chords, a wokalista Joey Cape udziela się także w projektach Me First and the Gimme Gimmes oraz Bad Astronaut, z którymi wydał 3 albumy. Zespół zrobił sobie przerwę 1999–2000, a w 2003 wydał album Blaze. W 2005 zespół wydał album będący nagraniem z koncertu, noszący nazwę Live in a Dive. W tym samym roku samobójstwo popełnił były perkusista zespołu, Derrick Plourde. W kilka dni po jego śmierci zespół wydał kolejny album Resolve.

## Obecni członkowe zespołu
- Joey Cape – wokal
- Chris Flippin – gitara
- Chris Rest – gitara
- Jesse Buglione – bas
- Dave Raun – perkusja

### Byli członkowie
- Shawn Dewey – gitara (1990-1997)
- Derrick Plourde – perkusja (1990-1996)
- Ken Stringfellow – gitara (1997)

## Dyskografia
| Data wydania | Nazwa albumu               |
| ------------ | -------------------------- |
| 1992         | Duh                        |
| 1994         | Trashed                    |
| 1995         | Hoss                       |
| 1997         | Double Plaidinum           |
| 1998         | Let's Talk About Feelings  |
| 2000         | Let's Talk About Leftovers |
| 2003         | Blaze                      |
| 2005         | Live in a Dive             |
| 2005         | Resolve                    |
| 2014         | Hang                       |